# Bupleurum ghahremanii
Bupleurum ghahremanii là một loài thực vật có hoa trong họ Hoa tán. Loài này được Mozaff. mô tả khoa học đầu tiên năm 1991.